# Туалет був замкнений зсередини
«Туалет був замкнений зсередини» (фр. Les vécés étaient fermés de l'intérieur) — французька кримінальна комедія 1976 року, знята режисером Патрісом Леконтом за сценарієм написаним у співпраці з Марселем Готлібом.

## Сюжет
Комісар Пікар (Жан Рошфор) і його помічник Шарбон'є (Колюш) займаються розслідуванням дивного зникнення людини. Гаспар Газюль (Ролан Дюбійяр), що працював автобусним кондуктором, безслідно зник у своєму власному туалеті, наче його ніколи й не існувало. Газюль одягнувся вранці перед роботою, зайшов у туалет і був там … вбитий! Все б і нічого, та на момент смерті, він був один, а двері туалету була замкнені ним самим зсередини.
Після незліченних зустрічей з друзями, дружинами, колегами потерпілого, слід злочинця завів поліцейських в психіатричну клініку. Займаючись пошуками Гаспара, детективи потрапляють в низку фантасмагоричних комедійних ситуацій.

## У ролях
| Актор            | Роль               |
| ---------------- | ------------------ |
| Жан Рошфор       | комісар Пікар      |
| Колюш            | інспектор Шарбон'є |
| Ролан Дюбійяр    | Гаспар Газюль      |
| Данієль Евен     | Гвендолін          |
| Біллі Бурбон     | Жозеф              |
| Робер Беррі      | Рене               |
| Жан-П'єр Сент    | психіатр           |
| Вірджині Віньйон | Одетта             |
| Робер Дальбан    | тренер             |
| Олів'є Ленуар    | водій              |
| Жан Луїзі        | Барбочеллі         |
| Дарлінг Лежітімю | швачка Роза        |
| Ольга Валері     | мати психіатр      |
| Мішель Шаррель   | боксер             |